# Ophelia (Millais)
Ophelia ist ein Gemälde von John Everett Millais, das 1852 fertiggestellt wurde. Es stellt die gleichnamige Figur aus Shakespeares Tragödie Hamlet dar, wie sie in einem Fluss treibt, kurz bevor sie ertrinkt. Im Stück wird dies in der Rede (4. Aufzug, 7. Szene) von Hamlets Mutter Gertrude beschrieben.
Es neigt ein Weidenbaum sich übern Bach
und zeigt im klaren Strom sein graues Laub,
mit welchem sie phantastisch Kränze wand
von Hahnfuß, Nesseln, Maßlieb, Purpurblumen,
die lose Schäfer gröblicher benennen,
doch zücht’ge Mädchen sagen Totenfinger.
Dort, als sie aufklomm, um ihr Laubgewinde
an den gesenkten Ästen aufzuhängen,
zerbrach ein falscher Zweig, und nieder fielen
die rankenden Trophäen und sie selbst
ins weinende Gewässer. Ihre Kleider
verbreiteten sich weit und trugen sie
sirenengleich ein Weilchen noch empor,
indes sie Stellen alter Weisen sang,
als ob sie nicht die eigne Not begriffe,
wie ein Geschöpf, geboren und begabt
für dieses Element. Doch lange währt’ es nicht,
bis ihre Kleider, die sich schwer getrunken,
das arme Kind von ihren Melodien
hinunterzogen in den schlamm’gen Tod.

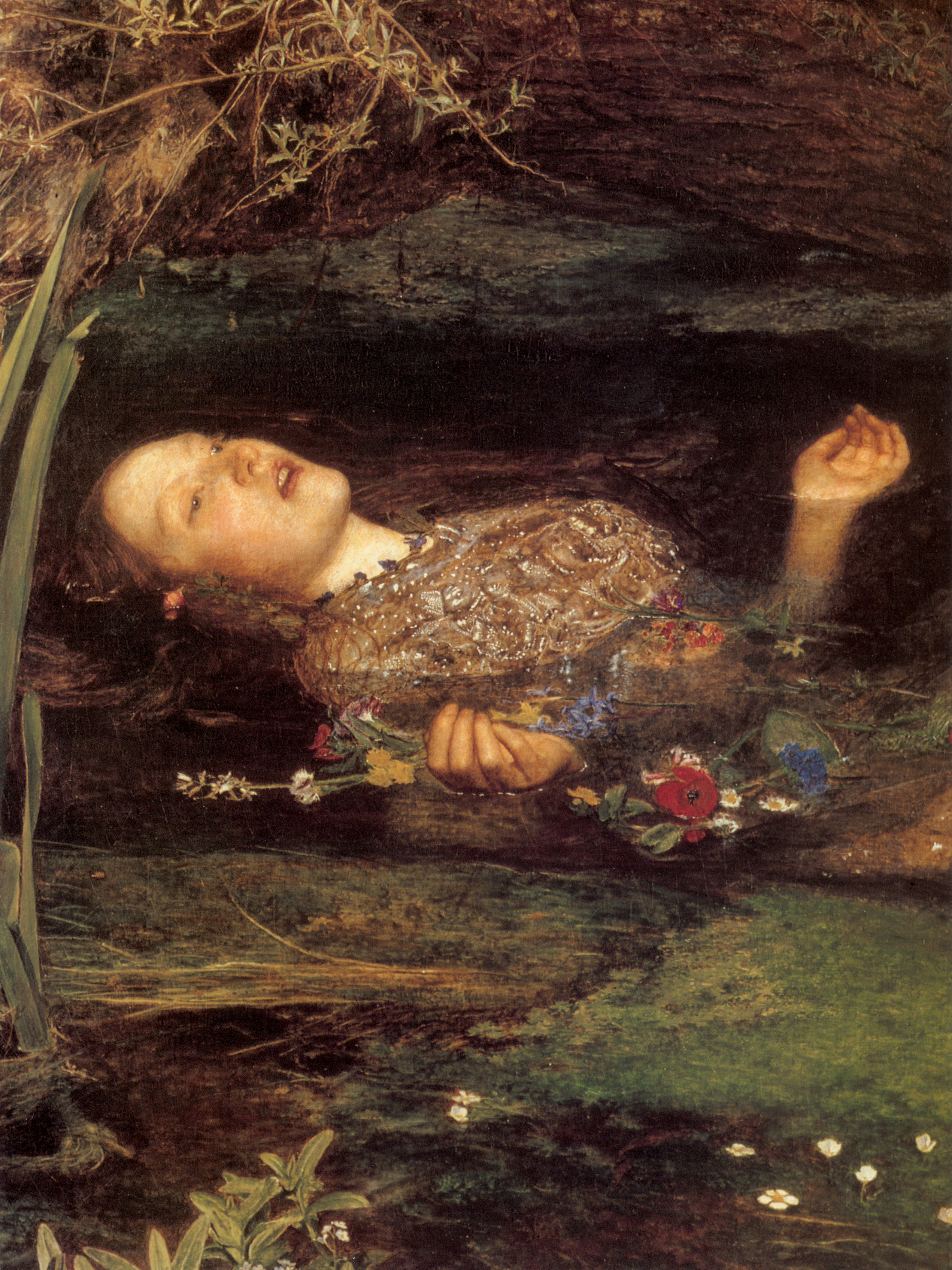
Detail

Das Gemälde wurde von Millais in zwei Schritten angefertigt: Zuerst malte er vor Ort die Landschaft und dann im Studio die Figur der Ophelia. Während des Malens in der Natur hatte Millais einige Schwierigkeiten. In einem Brief an einen Freund berichtete er von der Belästigung durch Mücken, einer Vorladung vor den Magistrat für unbefugtes Betreten eines Feldes und das Zerstören von Heu sowie von dem Risiko, von einem Windstoß ins Wasser geweht zu werden. Als es schließlich im November 1851 zu stürmen und schneien begann, ließ sich Millais eine Strohhütte bauen.
Im Winter 1851/52 fügte Millais dann die Gestalt der Ophelia in seinem Studio (Gower Street 7, London) hinzu. Das Modell für Ophelia war die Künstlerin Elizabeth Eleanor Siddal. Sie posierte für das Bild voll bekleidet in einer Badewanne, zog sich aber infolgedessen eine schwere Erkältung zu: Millais war nämlich einmal so mit seinem Werk beschäftigt, dass er vergaß, die Kerzen auszutauschen, die unter der Wanne standen und das Wasser warm hielten. Ihr Vater drohte ihm mit rechtlichen Schritten, bis er zustimmte, die Arztrechnung zu begleichen.
Das Bild ist bekannt für seine detaillierte Darstellung der Vegetation des Flusses und des Ufers, die das Wachsen und Vergehen in der Natur symbolisiert. Trotz des eigentlich dänischen Schauplatzes kann die Landschaft im Wesentlichen als englisch betrachtet werden. Das Bild wurde an den Ufern des Flusses Hogsmill in der Nähe von Tolwort bei London gemalt. Barbara Webb, eine Einwohnerin des nahen Old Malden, verbrachte viel Zeit damit, den genauen Platz des Bildes zu suchen. Gemäß ihren Untersuchungen ist es die Six Acre Meadow, neben der Church Road, Old Malden. Der Millais nahestehende Maler William Holman Hunt arbeitete an seinem Werk Der gedungene Hirte zur gleichen Zeit ganz in der Nähe.
Die Blumen, die mit Ophelia im Fluss schwimmen, wurden gemäß Shakespeares Angaben zu Ophelias Blumengirlande gewählt.
Sie spiegeln aber auch das zur viktorianischen Zeit verbreitete Interesse an der Blumensprache, gemäß der jede Blume symbolische Bedeutung hat, wider.
Der verbreitete Mohn, der nicht von Shakespeare erwähnt wurde, steht für Schlaf und Tod.
Ophelias Pose, die Arme geöffnet gen Himmel starrend, erinnert an traditionelle Porträts von Heiligen oder Märtyrern, kann aber auch erotisch interpretiert werden.
Millais’ Ophelia hängt in der Tate Britain, London.